# Motovelodromo Fausto Coppi
Il motovelodromo Fausto Coppi, già motovelodromo di Corso Casale, è un impianto sportivo di Torino. Fu inaugurato nel 1920 e, nei primi anni, ospitò numerose gare di ciclismo su pista, nonché partite di calcio (il Torino vi disputò il campionato 1925-1926,    e il torneo di guerra 1943-1944) e di rugby.
L'impianto è vincolato dalla Soprintendenza dei Beni Culturali perché attualmente risulta essere la struttura sportiva più antica tra quelle ancora operative in Piemonte.

## Storia
Fu terminato nel 1920 su progetto dell'architetto Vittorio Eugenio Ballatore di Rosana, uno dei protagonisti della gloriosa epoca del liberty torinese e già noto per la sua esperienza in grandi strutture sportive, grazie alla grandiosa realizzazione dello Stadium e alla progettazione delle due torri all'ingresso dello stadio Filadelfia (delle quali oggi ne rimane una sola, annessa all'edificio della biglietteria).
L'impianto fu inaugurato il 24 luglio 1920 e il filmato della sua inaugurazione venne proiettato al cinema Ambrosio (progettato dallo stesso architetto Ballatore). Fin da subito il luogo fu aperto anche ad iniziative culturali e di svago, per contenere i costi elevati per il suo mantenimento. Il 28 luglio 1922 ospitò l'opera lirica L'amore dei tre re, e il 3 luglio 1927 il cavaliere Dionigi Chiappo, per raccogliere fondi in favore della Congregazione di carità, invitò l'Uomo cannone Hugo Zacchini il quale si fece sparare per aria da un cannone ad aria compressa ad una velocità di ottanta miglia all’ora per ricadere indenne sopra una rete davanti al pubblico stupefatto.
Tuttavia, le spese di gestione di questo impianto divennero presto insostenibili, portando il motovelodromo a essere utilizzato anche per altre discipline sportive come il calcio (nel 1926 si disputò anche una partita amichevole tra l'Italia e la Cecoslovacchia, finita 3-1), l'atletica, e altri importanti eventi lirici, come l'edizione della Carmen e dell'Aida del 1929. Malgrado i vari tentativi di riutilizzo, la struttura venne comunque chiusa pochi mesi più tardi e la Società Anonima Motovelodromo Torinese, che l'aveva costruita, dopo aver valutato nell'ottobre del 1932 anche la sua demolizione, la cedette in concessione al Comune di Torino il 30 aprile 1935.
Durante i bombardamenti del 1942 la struttura subì pesanti danni; venne in seguito ricostruita nel 1947, secondo il progetto originale e con i medesimi materiali. Nel secondo dopoguerra il motovelodromo fu il campo interno della sezione rugbistica della Ginnastica Torino che ivi vinse nella stagione 1946-1947 il suo unico titolo di campione d'Italia.
Per una sorta di nemesi storica, il fratello di Fausto Coppi, Serse Coppi, anche lui ciclista professionista, cadde a poche centinaia di metri dal Motovelodromo al termine di una gara il 30 giugno 1951 a causa dei binari del tram che passavano nel Corso Casale che costeggia la pista, e morendo poco dopo per le ferite riportate al cranio.
Nel tempo, l'impianto ospitò anche alcuni match di pugilato, come ad esempio quello tra Primo Carnera e il campione tedesco Ecker. A seguire ospitò eventi di baseball e le partite casalinghe nella serie A di football americano, con le forti squadre Torinesi dei Tauri Torino e dei Giaguari , dal 1981 al 2000 e anche dei Gators, militanti nella serie B nazionale nel 1984 e 85. Giaguari Torino che , nel 1991, dopo la fusione con i Tauri vinsero il Campionato Italiano . 
Il 7 luglio 1980 il motovelodromo, utilizzato come arena per concerti, ospitò una tappa del tour dei Roxy Music davanti a circa 6 000 spettatori e il 23 dello stesso mese fu la volta dei Rockets. Il 6 luglio 1981 venne anche ospitato il concerto dei Pooh ed esattamente un anno dopo quello di Francesco De Gregori, prima che, a metà degli anni 1980, venisse dichiarato inagibile.
Il 30 settembre 1990 venne intitolato a Fausto Coppi, nel trentennale della scomparsa del celebre ciclista. Nel 1994 l'impianto venne posto sotto vincolo dalla sovrintendenza e da allora ospita, solamente nel campo centrale, manifestazioni culturali e fieristiche.
Nel 2004 l'impianto servì per riprodurre lo storico Stadio Filadelfia nelle riprese della miniserie televisiva Il Grande Torino.

## Caratteristiche
L'accesso principale è riconoscibile per la struttura tripartita in tre fornici con archi a tutto sesto di gusto eclettico. L'impianto presenta al suo interno una pista ad anello in cemento della lunghezza di 393 metri e della larghezza di 8, con curve sopraelevate in cemento armato. Gli spettatori erano ospitati nelle due tribune in legno, poste ai lati dei due rettilinei, protette da una copertura con orditura in legno, sormontata da lastre di eternit, per un totale di circa 7 500 posti. Sotto le tribune erano ricavati i locali adibiti a spogliatoio, servizi igienici e magazzini.
All'interno dell'anello vi è il campo in erba, in seguito utilizzato per attività ginniche, calcistiche, rugby e manifestazioni varie.

## Il motovelodromo oggi

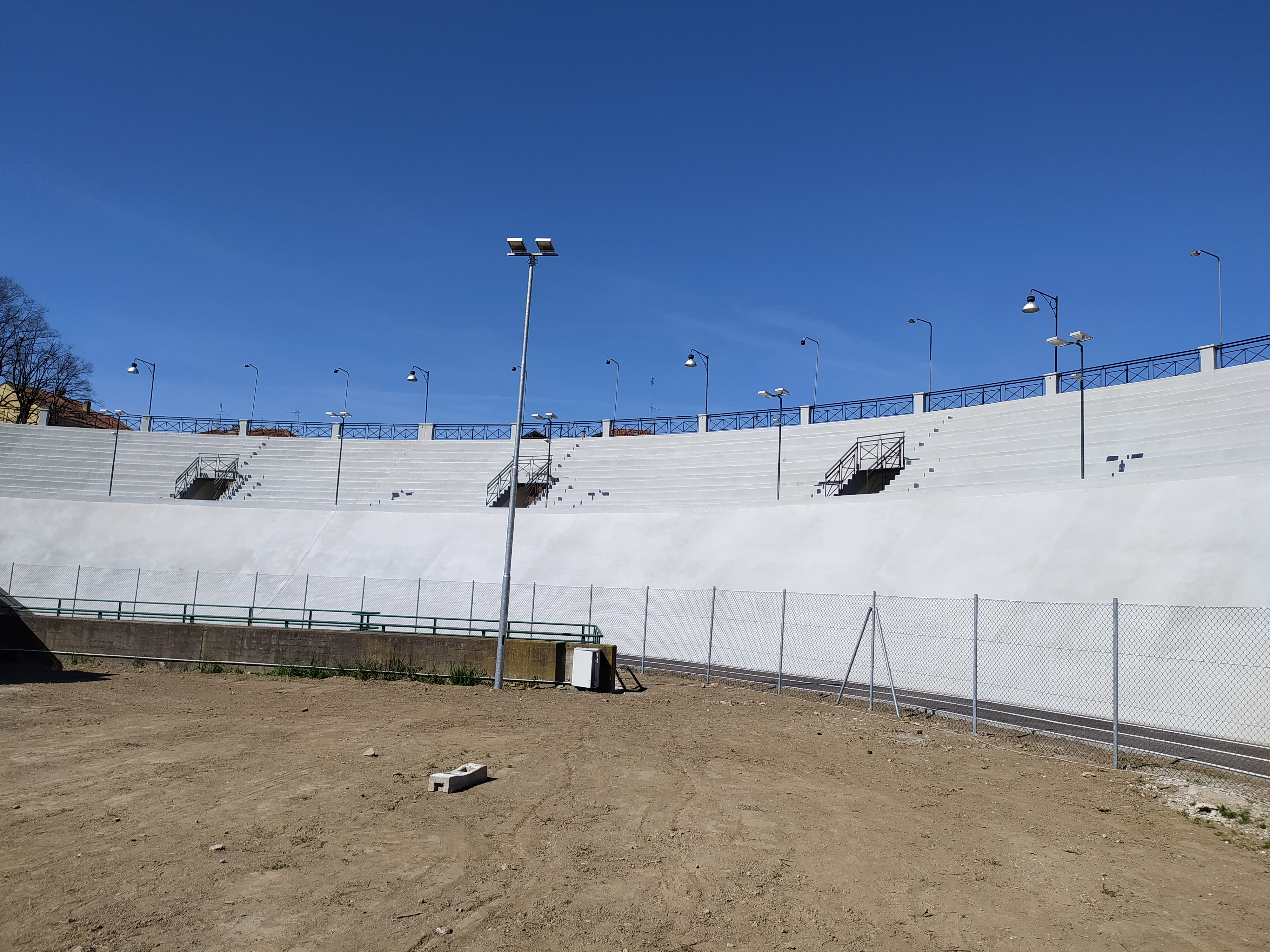
Pista ciclistica Motovelodromo ristrutturata (aprile 2022)

Dall'aprile 2011 il motovelodromo è riutilizzato da un gruppo di appassionati ciclisti, i quali hanno cercato soluzioni per poterlo salvare dal tempo e fargli rivivere quell'importanza sportiva per cui era nato. Nei mesi invernali veniva allestita, all'interno di un tendone, una pista da pattinaggio su ghiaccio.
Fino al 2015, una volta al mese tranne che ad agosto si svolgeva la fiera Mercanti per un giorno, molto affollata e frequentata dal pubblico, mentre a maggio 2016 fu firmato un patto di collaborazione tra il Comune di Torino e il raggruppamento "Pezzi di Motovelodromo", in rappresentanza di dodici associazioni sportive, per l'utilizzo temporaneo della struttura: il motovelodromo è stato quindi riaperto alla pratica del ciclismo su pista, triathlon, rugby, calcio e badminton.
Nel 2017 l'amministrazione comunale ha annunciato l'avvio di un processo di recupero funzionale e di ristrutturazione, attraverso un bando di pubblicazione ufficiale.
Nel giugno 2019 l'Amministrazione Comunale ha infine deciso e deliberato di mettere all'asta l'impianto, con destinazione prevalente di attività sportive, con aggiudicazione definitiva nel febbraio 2020.
Dopo importanti lavori di ristrutturazione della pista e della intera struttura nonché dopo la creazione di impianti di padel, beach volley, pump track, l`impianto ha riaperto nell`aprile 2022, alla presenza delle autorità cittadine e nel luglio 2022 è stato completato il restauro dell'arco monumentale di ingresso e della tribuna centrale.
Oggi la struttura ospita 8 campi da padel coperti in inverno e scoperti in estate, 4 campi da beach volley anch'essi con copertura stagionale, la pista da bici (389m) completamente restaurata, la pista da atletica, 1 pista da pump track da 85 m, la bike cave (indoor cycling) con 7 postazioni Neo Smart Bike by Garmin.
Una piscina da 3 corsie di 25 mt con lettini e ombrelloni, area solarium e il Chiringuito Velò Berlicabarbis
Il recente restauro ha permesso la apertura della nuova segreteria nel sottotribuna con bar e ristorante Velò Berlicabarbis "cuisine sportive" e il negozio sportivo Sport Garage dove potrai trovare la ciclofficina e il noleggio bici.

## Futuro
Il motovelodromo potrebbe diventare la stazione capolinea di VENTO, una ciclovia turistica — oggi in avanzata fase di progettazione e realizzazione — che collegherà Torino con Venezia.
È in programma un investimento di circa 6 milioni di euro per la realizzazione di due strutture all’avanguardia integrate nelle iconiche tribune del Motovelodromo. La Tribuna Nord, affacciata su corso Casale, ospiterà un moderno centro fitness dotato delle più recenti attrezzature tecnologiche, mentre la Tribuna Sud sarà dedicata a un’area diagnostica per la fisioterapia.

## Eventi

### Calcio

#### Torino
La struttura, come detto sopra, ospitò, per due stagioni, le gare interne del Torino. Il primo incontro ufficiale, disputato dai granata all'interno dell'impianto, fu la seconda giornata del campionato di Prima Divisione 1925-1926, conclusosi con una vittoria per 5-2 ai danni del Verona.
| Arbitro: | Dani (Genova) |

|                                                         |           |                            |
| Janni 17’, 28’ Libonatti 42’, 90’ (rig.) Baloncieri 71’ | Marcatori | 27’ Chiecchi III 40’ Bolla |

L'ultima partita ufficiale dei granata, all'interno dello stadio, fu un pareggio per 3-3 in una stracittadina con la Juventus, in occasione della quinta giornata delle semifinali interregionali del gruppo A, nel Campionato Alta Italia 1943-1944.
| Arbitro: | Bertolio (Torino) |

|                                  |           |                                         |
| Mazzola 1’, 77’ (rig.) Piola 47’ | Marcatori | 7’, 90’ Sentimenti III 72’ Spadavecchia |

#### Nazionale
Il Motovelodromo Fausto Coppi è stato sede di due incontri amichevoli della nazionale di calcio dell'Italia: il primo, disputato il 26 febbraio 1922 contro la Cecoslovacchia e terminato con il punteggio di 1-1; il secondo, giocato il 17 gennaio 1926 sempre contro la Cecoslovacchia e terminato con il punteggio di 3-1 in favore degli Azzurri.

### Sport vari
Tra gli eventi recentemente ospitati al Motovelodromo, si segnala il “MediCare Padel Contest Torino 2024”, svoltosi dal 26 al 28 settembre 2024. Inoltre, il 21 giugno 2024 si è tenuta la “NIGHTRI”, una gara di mini-triathlon a squadre con svolgimento a staffetta, completamente al sicuro dal traffico stradale, all’interno dell’impianto.